# 도쿠가와 요시치카

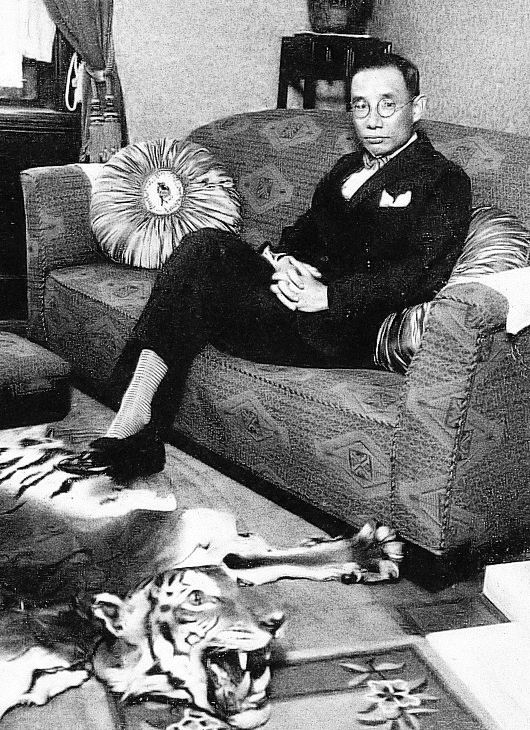
도쿠가와 요시치카

도쿠가와 요시치카/긴신(徳川義親, 1886년 10월 5일 ~ 1976년 9월 6일)는 일본의 정치인, 식물학자, 사냥꾼이다. 오와리가 제19대 당주. 일본 제국 당시엔 후작, 귀족원의원이었다.
에치젠가 당주 마쓰다이라 슌가쿠의 5남으로 태어나 도쿠가와 요시아키라의 데릴사위로서 오와리가의 대를 이었다.